# John Rous, I conte di Stradbroke
John Rous, I conte di Stradbroke (30 maggio 1750 – 27 agosto 1827), è stato un nobile e politico inglese.

## Biografia
Era il figlio di Sir John Rous, V Baronetto, e di sua moglie, Judith Bedingfeld. Frequentò la Westminster School e il Magdalen College.

## Carriera
Stradbroke successe come sesto Baronetto alla morte del padre nel 1771. Nel 1780 fu eletto alla Camera dei Comuni per il Suffolk, un seggio che mantenne fino al 1796. Nello stesso anno fu elevato al pari come Barone Rous, di Dennington nella contea di Suffolk. Nel 1821 fu ulteriormente onorato quando fu nominato Visconte Dunwich, nella contea di Suffolk, e Conte di Stradbroke, nella contea di Suffolk. Lord Stradbroke era proprietario di una scuderia nel Suffolk e vinse nel 1815 la 2000 Guineas con il puledro Tigris.

## Matrimoni

### Primo Matrimonio
Sposò, il 26 gennaio 1788 a Yoxford, Frances Juliana Warter-Wilson (?-20 luglio 1790), figlia di Edward Warter-Wilson. Ebbero una figlia:
- Lady Frances Anne Juliana Rous (1789-31 gennaio 1859), sposò Sir Henry Hotham, ebbero tre figli.

### Secondo Matrimonio
Sposò, il 23 febbraio 1792 al 11 Manchester Square, Londra, Charlotte Maria Whittaker (17 marzo 1769-15 gennaio 1856), figlia di Abraham Whittaker. Ebbero cinque figli: 
- John Rous, II conte di Stradbroke (13 febbraio 1794-27 gennaio 1886);
- Henry John Rous (23 gennaio 1795-19 giugno 1877), sposò Sophia Cuthbert, non ebbero figli;
- William Rufus Rous (1 agosto 1796-2 marzo 1875), sposò Louisa Hatch, ebbero tre figli;
- Lady Louisa Maria Judith Rous, sposò Spencer de Horsey, ebbero una figlia;
- Lady Charlotte Marianne Harriet Rous (?-29 aprile 1830), sposò Nathaniel Micklethwait, ebbero dodici figli.